# 大阪市立中津南小学校
大阪市立中津南小学校（おおさかしりつ なかつみなみしょうがっこう）は、大阪府大阪市北区中津六丁目にあった公立小学校。
中津のうち阪急電鉄の線路以西の地域と、大淀北1丁目の一部を校区としていた。児童数の減少により、2010年3月に閉校した。学校跡地は2011年8月より、大阪YMCAインターナショナルスクールに転用されている。

## 沿革
当時の西成郡中津村で2番目の小学校として、大阪市中津第一尋常高等小学校（現在の大阪市立中津小学校）から分離する形で、1916年に西成郡中津第二尋常小学校として開校した。
1922年は、新淀川開削によって隔てられた、当時の中津町成小路（現在の淀川区新北野付近）に設置された成小路分教場を、中津第一尋常高等小学校より移管した。成小路分教場は1925年3月に独立し、大阪市中津第三尋常小学校となった。
1925年には大阪市への編入に伴い大阪市立となっている。また1941年には国民学校令により、大阪市中津南国民学校と称した。
太平洋戦争に伴い、1944年には京都府天田郡西中筋村・上六人部村・中六人部村・下六人部村（現在の福知山市）へと学童集団疎開をおこなっている。また1945年6月1日・6月7日の大阪大空襲により、木造校舎が全焼するなどの被害を受けた。
戦災で校舎・校区の被害が大きかったため、1946年に大阪市中津国民学校（1947年に大阪市立中津小学校へ改称）へと統合され、一時休校となっていた。
1954年には大阪市立中津南小学校として独立・再開した。しかし2002年度・2003年度の2年間は大阪市の学校では珍しい複式学級を導入するなど、1学年1クラス・児童数100人に満たない小規模の状況が長期にわたって続いていた。
そのため大阪市の学校規模適正化の対象校となった。地域住民との協議により、大阪市立中津小学校に統合する（ただし大淀北については大阪市立大淀小学校校区へ編入）形で2010年3月に閉校した。

### 年表
- 1916年6月18日 - 西成郡中津第二尋常小学校として開校。
- 1922年 - 成小路分教場を中津第一尋常高等小学校より移管。
- 1925年3月1日 - 成小路分教場が中津第三小学校として独立。
- 1925年4月1日 - 中津町の大阪市への編入により、大阪市中津第二尋常小学校に改称。
- 1941年4月1日 - 国民学校令により、大阪市中津南国民学校に改称。
- 1944年 - 京都府福知山市周辺に集団疎開。
- 1945年6月 - 空襲により木造校舎が全焼。講堂および鉄筋校舎の一部が損傷を受ける。
- 1946年4月 - 大阪市中津国民学校に統合され休校となる。
- 1954年9月 - 大阪市立中津南小学校として再開。
- 1962年4月 - 校歌制定。
- 1984年4月 - 講堂・屋上プール竣工。
- 2009年11月16日 - 大阪市教育委員会、中津南小学校の閉校を発表。
- 2010年2月27日 - 閉校式を実施。
- 2010年3月31日 - 閉校。

## 通学区域
（2009年度最終）
- 大阪市北区 大淀北1丁目（6番の一部、7～9番を除く）、中津4丁目11番の一部、5丁目～7丁目。
卒業生は大阪市立大淀中学校に進学していた。

## 著名な出身者

### 芸能
- 石田明 - お笑い芸人（NON STYLE）

## 交通
- 阪急神戸線・宝塚線 中津駅から南西へ300m。
- 大阪市営バス・阪神電鉄バス 中津バス停から南西へ300m。
- 大阪市営バス・阪急バス・阪神電鉄バス（南行のみ） 中津六丁目バス停から南へ200m。